# ویرجینیا کرول
ویرجینیا کرول (انگلیسی: Virginia Carroll؛ ۲ دسامبر ۱۹۱۳ – ۲۳ ژوئیهٔ ۲۰۰۹) یک هنرپیشه اهل ایالات متحده آمریکا بود.